# دهه ۱۹۸۰ (میلادی)

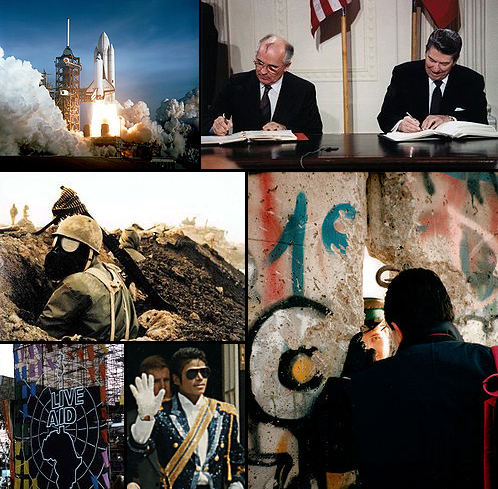

دهه ۱۹۸۰ میلادی بر اساس تقویم گریگوری، به دوره‌ای گفته می‌شود که از ابتدای سال 1981(میلادی) آغاز شد و در انتهای 1990 (میلادی) به پایان رسید.
جنگ ۸ ساله ایران و عراق که یکی از مهمترین اتفاقات خاورمیانه بود،دراین دهه اتفاق افتاد.
‎

## نگارخانه

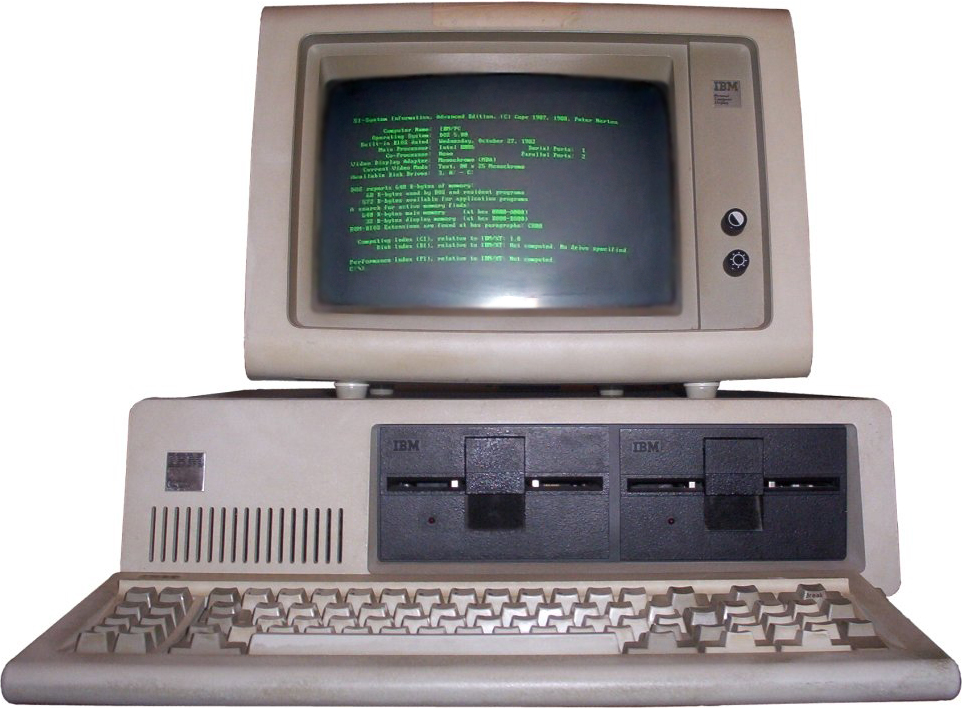
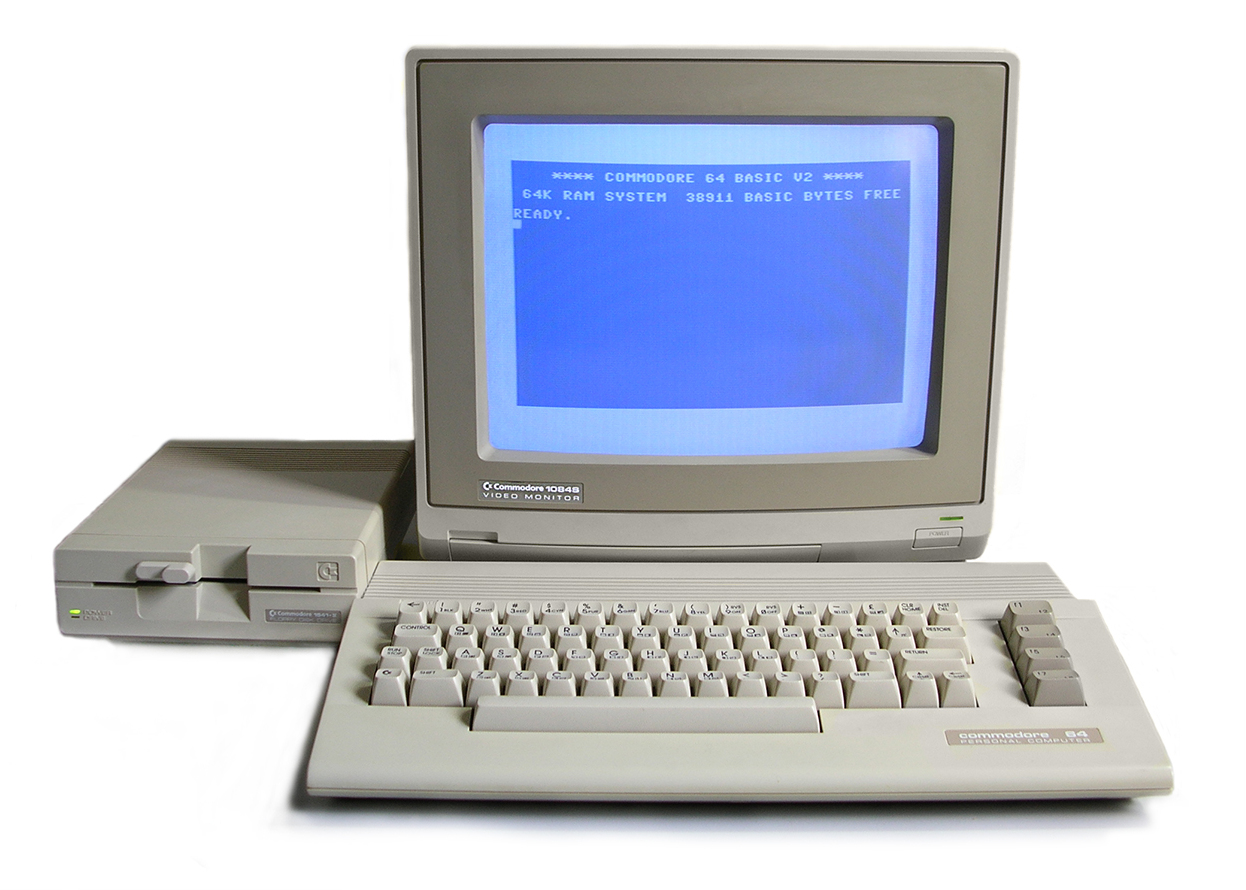
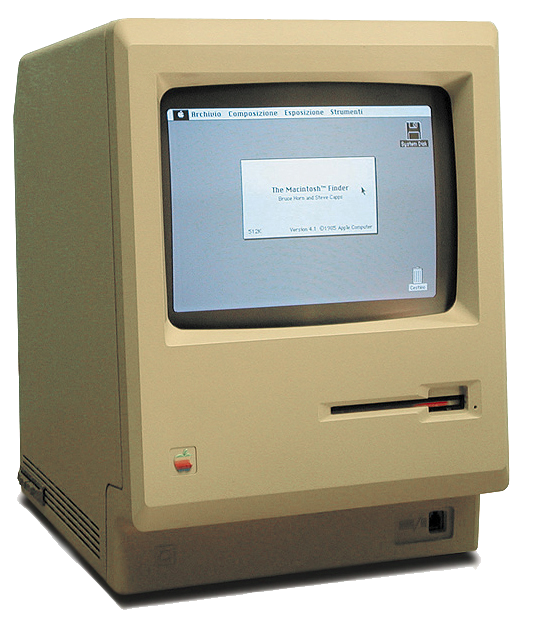